# Apol·loni d'Agde
Apol·loni fou comte d'Agde documentat el 848 i 872.
El comte va obtenir del rei Carles II el Calb un diploma o carta datada a Quierzy-sur-Oise l'agost del 848 pel qual l'església d'Agde, on era bisbe Dagobert o Dagbert, era restituïda en el terç dominial del comtat cedit pels seus predecessors a les esglésies de Septimània i que havia estat usurpat per diverses persones. Per recomanació d'Apol·loni, un vassall del comte, de nom Deudat, va rebre al mateix temps alguns dominis situats a la diòcesi d'Agde i altres a la de Magalona, prop de Substancion.
Apol·loni és el primer comte conegut d'Agde. Era viu encara el 872 quan apareix en una donació d'una casa que posseïa a Agde en favor de l'església de la ciutat, quan encara Dagbert era bisbe.